# Pavillon des sessions du Louvre
Il Pavillon des sessions du Louvre è un museo francese nato nel 1995 per volere dell'allora presidente Jacques Chirac ed è l'ottava sezione del Museo del Louvre.
Vi sono esposti capolavori di "arte altra" scelti dallo studioso Kerchache, che si è battuto in prima persona per l'apertura della sezione. Il pavillon des session è da molti considerato "l'antenna" del grande musée du quai Branly, totalmente dedicato all'arte extra-europea e sorto qualche anno più tardi nella stessa Parigi.